# Irene Camber
Irene Camber (Trieste, 12 de febrero de 1926-Lissone, 23 de febrero de 2024) fue una deportista italiana que compitió en esgrima, especialista en la modalidad de florete.
Participó en cuatro Juegos Olímpicos de Verano, obteniendo dos medallas, oro en Helsinki 1952 y bronce en Roma 1960. Ganó ocho medallas en el Campeonato Mundial de Esgrima entre los años 1952 y 1962.

## Palmarés internacional
| Juegos Olímpicos   | Juegos Olímpicos         | Juegos Olímpicos  | Juegos Olímpicos    |
| Año                | Lugar                    | Medalla           | Prueba              |
| ------------------ | ------------------------ | ----------------- | ------------------- |
| 1952               | Helsinki (Finlandia)     | Medalla de oro    | Florete individual  |
| 1960               | Roma (Italia)            | Medalla de bronce | Florete por equipos |
| Campeonato Mundial |                          |                   |                     |
| Año                | Lugar                    | Medalla           | Prueba              |
| 1952               | Copenhague (Dinamarca)   | Medalla de bronce | Florete por equipos |
| 1953               | Bruselas (Bélgica)       | Medalla de oro    | Florete individual  |
| 1953               | Bruselas (Bélgica)       | Medalla de bronce | Florete por equipos |
| 1954               | Luxemburgo (Luxemburgo)  | Medalla de plata  | Florete por equipos |
| 1955               | Roma (Italia)            | Medalla de bronce | Florete por equipos |
| 1957               | París (Francia)          | Medalla de oro    | Florete por equipos |
| 1957               | París (Francia)          | Medalla de bronce | Florete individual  |
| 1962               | Buenos Aires (Argentina) | Medalla de bronce | Florete por equipos |